# باول هيو
باول هيو (بالإنجليزية: Paul Vaughan)‏ هو لاعب دوري الرغبي أسترالي، ولد في 23 أبريل 1991 في كانبرا في أستراليا.